# Щитоподібний хрящ
Щитоподібний хрящ (лат. cartilago thyroidea) — хрящ гіалінового типу, найбільший в скелеті гортані.

## Анатомія щитоподібного хряща
Щитоподібний хрящ утворює дві чотирикутні пластинки, що з'єднуються спереду з формуванням у верхніх відділах виступу, що називається виступом гортані (кадик, «адамове яблуко»), вираженіший у чоловіків, ніж у жінок, через різницю в куті з'єднання пластинок: 90° у чоловіків і 120° у жінок. Зверху виступ гортані має вирізку (верхня щитувата вирізка, incisura thyroidea superior). На нижньому краї щитуватого хряща є менш виражена нижня щитувата вирізка (incisura thyroidea inferior).
Від задніх країв пластинок направляються дві пари відростків, що називаються рогами або ріжками (верхніми і нижніми). Верхні роги відходять до розташованої вище під'язикової кістки, нижні з'єднуються з перстенюватим хрящем. За зовнішньою поверхнею пластинок щитуватого хряща проходить коса лінія, по якій кріпляться грудинощитуватий (m. sternothyroideus) і щитопід'язичний (m. thyrohyoideus) м'язи. Коса лінія розташовується на рівні верхньобокових країв щитуватої залози. В ділянці верхнього краю пластинок може розташовуватися щитуватий отвір, що пропускає верхню гортанну артерію (найчастіше проходить через розташовану вище щитопід'язичну мембрану).

## З'єднання щитоподібного хряща
За допомогою широкої сполучнотканинної пластинки, щитопід'язичної мембрани, щитуватий хрящ сполучається з під'язиковою кісткою. По серединній лінії ця пластинка ущільнена та носить назву серединної щитопід'язичної зв'язки, а задні потовщені краї мембрани, що прикріплюються до верхніх рогів щитуватого хряща, називаються щитопід'язичними зв'язками.
Щитоподібний хрящ сполучається з черпакуватими хрящами за допомогою внутрішніх зв'язок гортані — голосових і вестибулярних. Обидві пари зв'язок прямують від внутрішньої поверхні кута щитоподібного хряща назад. Голосові зв'язки прикріплюються до голосових відростків хрящів, формуючи голосову щілину; значно менш виражені вестибулярні зв'язки — вище, паралельні голосовим.
З перстенюватим хрящем щитуватий хрящ з'єднується за допомогою парного перстенещитуватого суглоба, утвореного нижніми ріжками щитуватого хряща та щитуватими суглобовими поверхнями в бокових відділах перстенюватого хряща. Крім цього, спереду, закриваючи просвіт між цими хрящами, розташовується перстенещитувата зв'язка.
З надгортанником щитоподібний хрящ з'єднується щитонадгортанною зв'язкою, що прямує від стебла надгортанника до внутрішньої поверхні кута щитоподібного хряща.

## Ілюстрації

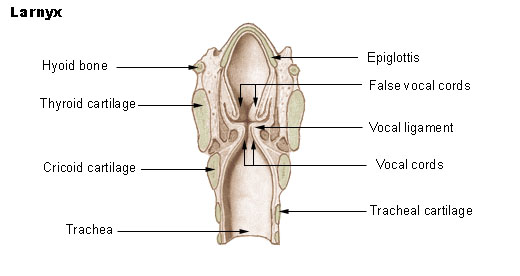
Гортань
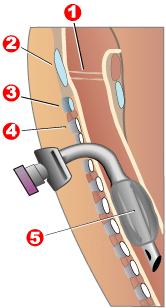
Схема трахеотомії, збоку
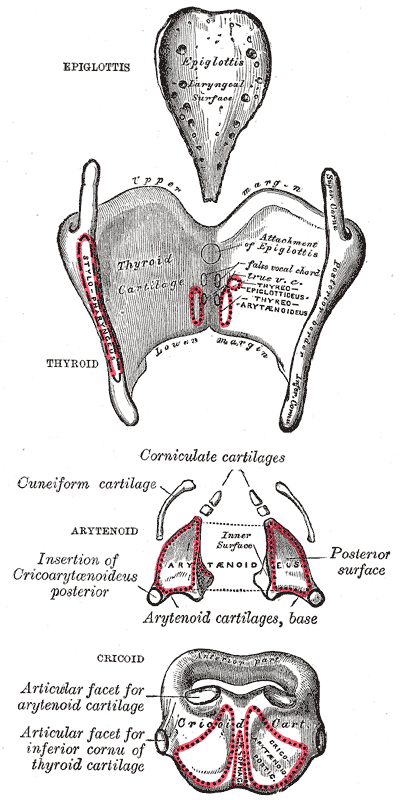
Хрящі гортані, ззаду
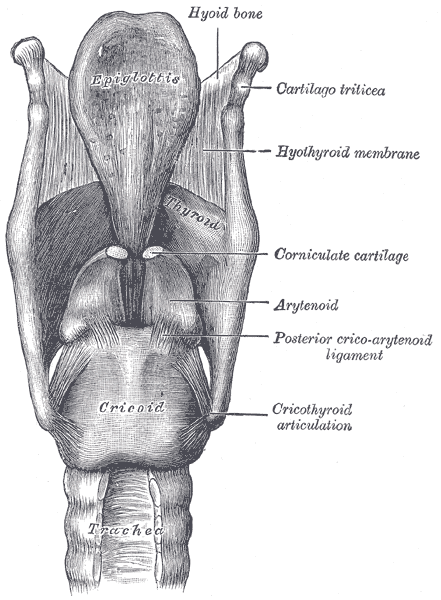
Зв’язки гортані, ззаду
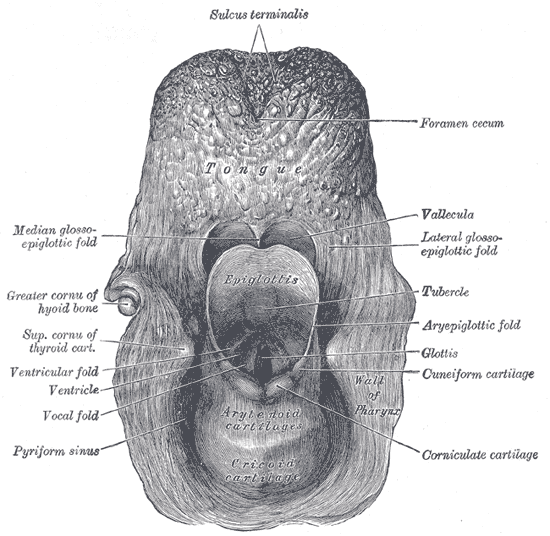
Вхід у гортань, ззаду
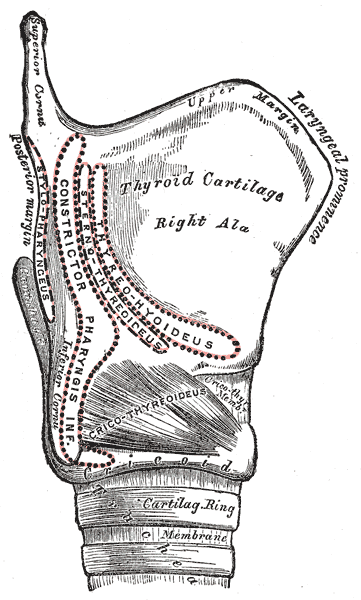
Місця прикріплення м’язів гортані
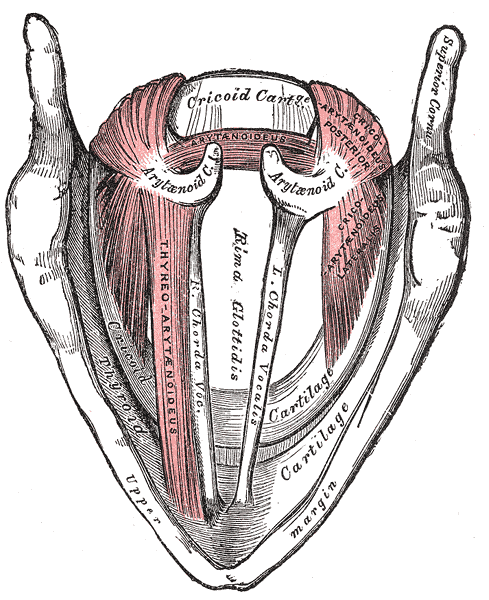
М’язи гортані, зверху
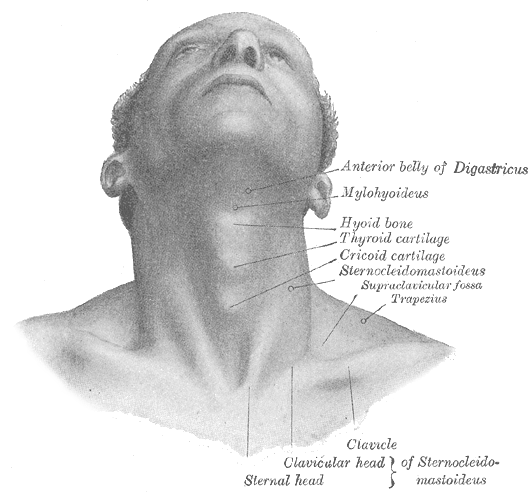
Вигляд шиї спереду